# True My Heart
True My Heart是2007年9月5日發售的單曲，歌手為「ave;new feat. 佐倉紗織」。

## 簡介
- 收錄2005年發售的十八禁遊戲《Nursery Rhyme》的主題曲「True My Heart」混音版和B-side的「kiss my lips -Lovers EDIT-」。
- 2007年春天，「True My Heart」因空耳歌詞而在NICONICO動畫、YouTube等影片網站引起話題。歌詞中的和聽起來像（一種料理，名古屋特產），因此「True My Heart」亦有的別稱[1][2]
- 2007年9月9日，a.k.a.dRESS以角色主唱系列的初音未來翻唱「True My Heart」[3][4]，再次於NICONICO動畫引起話題。
- 其後「true my heart -Lovable mix-」再收錄於專輯「Lovable」，於2007年12月29日至31日的C73先行發售，翌年1月25日正式發售。
- 2008年7月9日，「true my heart -ave;new NICCO Remix-」收录於NICONICO動畫歌曲集[5]。

## 曲目
1. true my heart -Lovable mix-
歌：ave;new feat. 佐倉紗織，作詞：a.k.a.dRESS、佐倉紗織，作曲、編曲：a.k.a.dRESS
2. kiss my lips -Lovers EDIT-
歌：ave;new feat. 佐倉紗織，作詞、作曲、編曲：a.k.a.dRESS
3. true my heart -premium-
歌：ave;new feat. 佐倉紗織，作詞：a.k.a.dRESS、佐倉紗織，作曲、編曲：a.k.a.dRESS
4. True My Heart -HARD dRESS STYLE-
歌：ave;new feat. 佐倉紗織，作詞：a.k.a.dRESS、佐倉紗織，作曲、編曲：a.k.a.dRESS
5. true my heart -Lovable mix-（karaoke）
6. kiss my lips -Lovers EDIT-（karaoke）